# Tinajas (banda)
Grupo Tinajas, agrupación de rock alternativo formado en 1975 en la ciudad de Caracas (Venezuela), agrupación por la cual van a pasar de diferentes épocas, muchos músicos y cantantes que a la postre ocuparan un papel importante dentro del escenario musical venezolano en la década de los 80, como en el caso de los cantantes: Guillermo Carrasco, Eduardo Tovar, Melissa y María Conchita Alonso por mencionar sólo tres.

## Historia
El grupo, antes de llegar publicar su primer Long Play como tal, vendrán incursionando en el panorama musical con la edición de tres sencillos por separado:

1.) Dulce / Carta de rosas (Single de vinilo, 1975).

2.) Tú y yo / Una vez (Single de vinilo, 1976).

3.) Lazos de amistad (Single de vinilo, 1976) incluye una sola canción con la participación especial de Guillermo Carrasco en la voz líder.
Ya para mediados de 1976 se publica su primer álbum titulado simplemente Tinajas con Eduardo Tovar como voz líder en casi todos los temas. En 1977 editan el sencillo de "Sueños de cristal" (45 rpm) y posteriormente ese mismo año, Cerca de ti / El valle feliz (Single de vinilo, 1977).
Para el año de 1978 la conformación del grupo vuelve a cambiar para luego, en 1979 salir al mercado su segunda producción discográfica bajo el nombre de Dejando el pasado, álbum en el cual aparece por primera vez y única vez dentro de la conformación de este grupo, Melissa, como voz principal en algunos de los temas... Rubén Ángel Correa como voz líder de los temas restantes. Ese mismo año publican también el sencillo de Cántame guitarra. Dos años más tarde, en 1981 la agrupación editará lo que será su último LP: Vive... y deja vivir, producción musical en la cual el sonido se acerca mucho a lo que sería la música disco... Es en esta misma época, en que el grupo actúa como músicos de apoyo en las presentaciones musicales de "Ambar", el pseudonimo con que inicialmente se presentó al comienzo de su carrera artística María Conchita Alonso.
Después de esto, la agrupación se disuelve por completo y parte de sus integrantes se dispersan formando otros nuevos grupos de rock, mayoría de ellos le dieron vida al grupo Alta Frecuencia, otros de los integrantes se dedicarían a actividades musicales como proyectos y producciones para otros cantantes... La vocalista Melissa, inició su carrera como cantante solista. Rubén Ángel Correa pasó a ser guitarrista de la grupación Témpano en el año 1983 y Carlos Spósito pasó a formar parte del grupo PPS.

## Discografía
- Dejando el pasado
- Vive... y deja vivir